# Pheidole laeviventris
Pheidole laeviventris är en myrart som beskrevs av Mayr 1870. Pheidole laeviventris ingår i släktet Pheidole och familjen myror. Inga underarter finns listade i Catalogue of Life.

## Bildgalleri

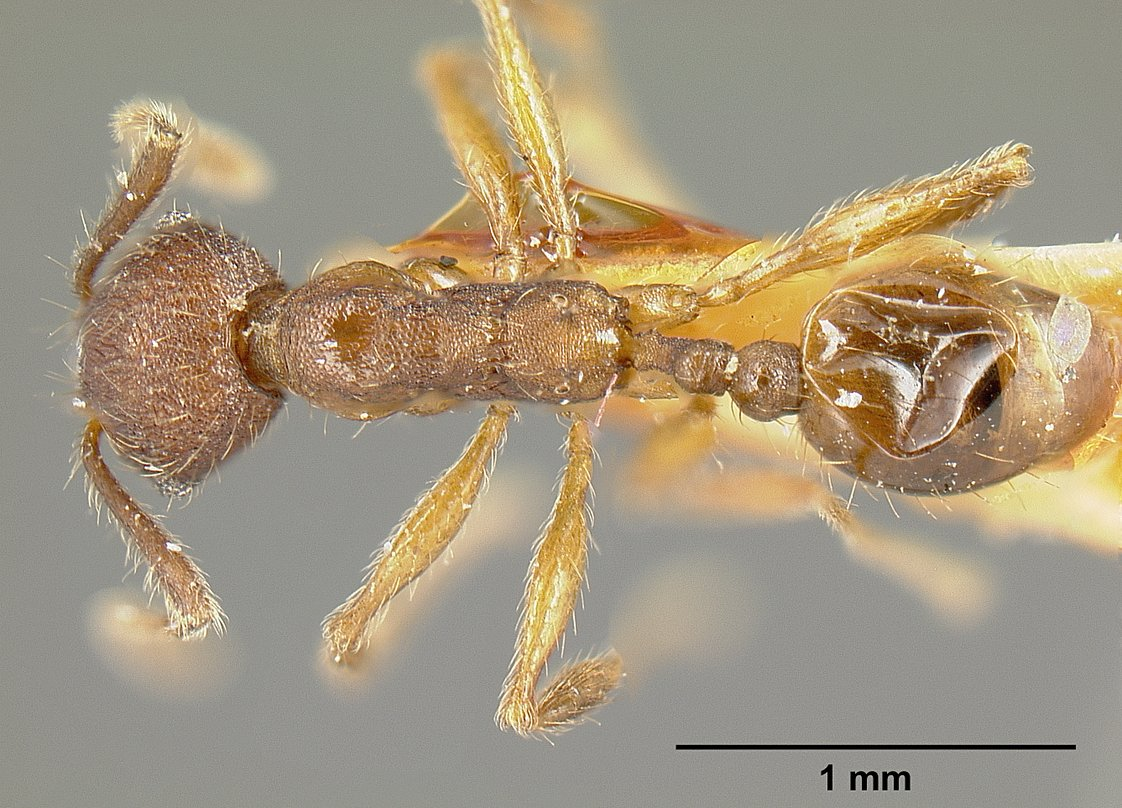
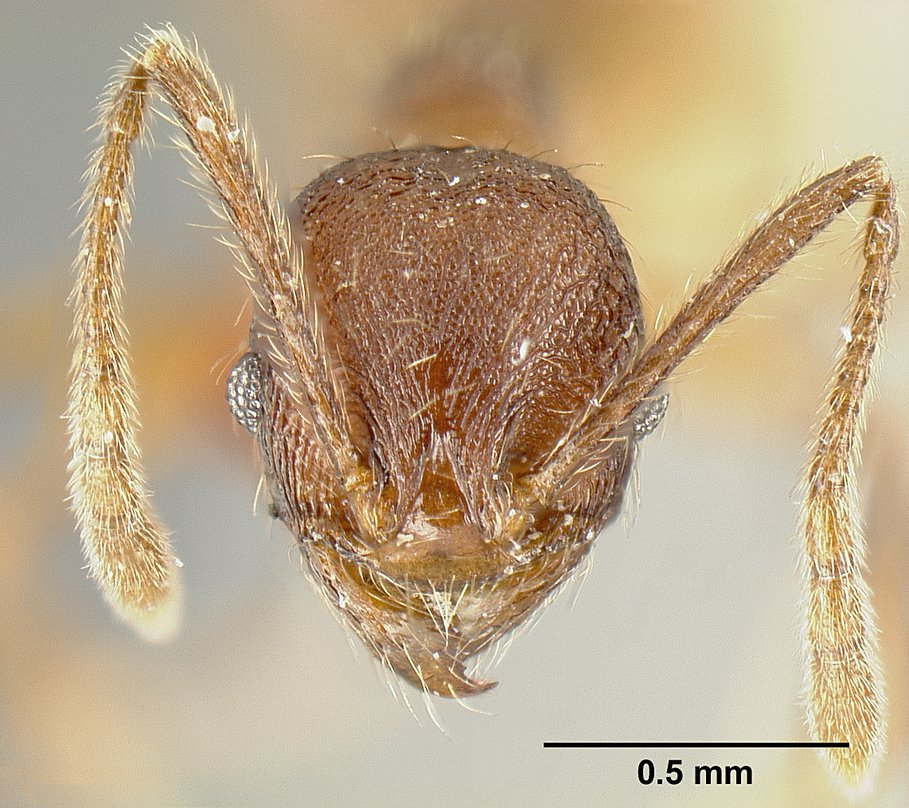
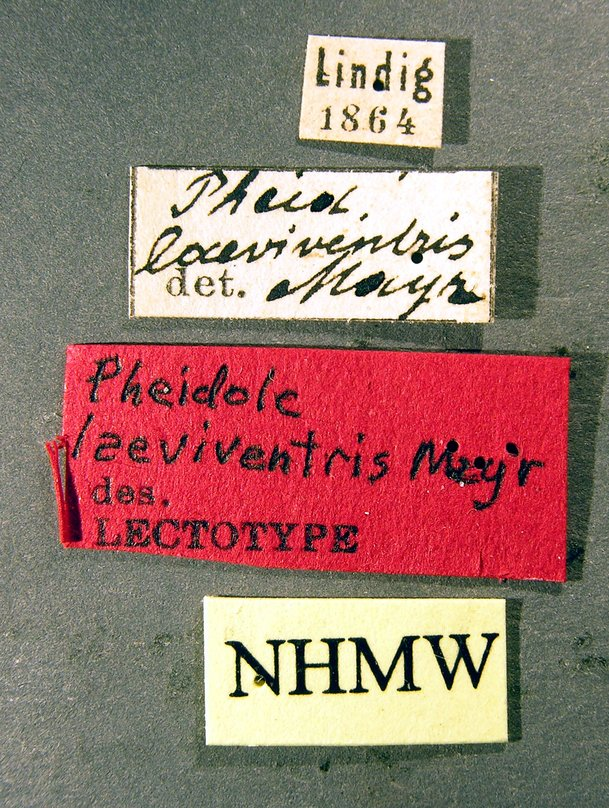
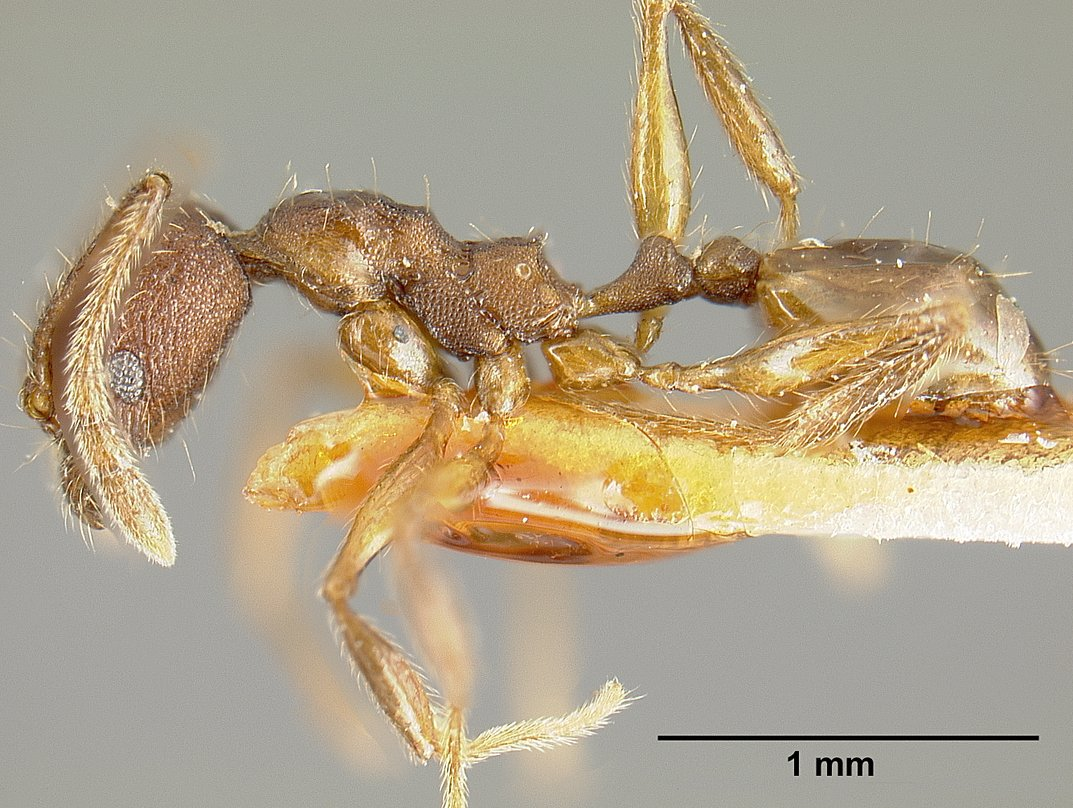
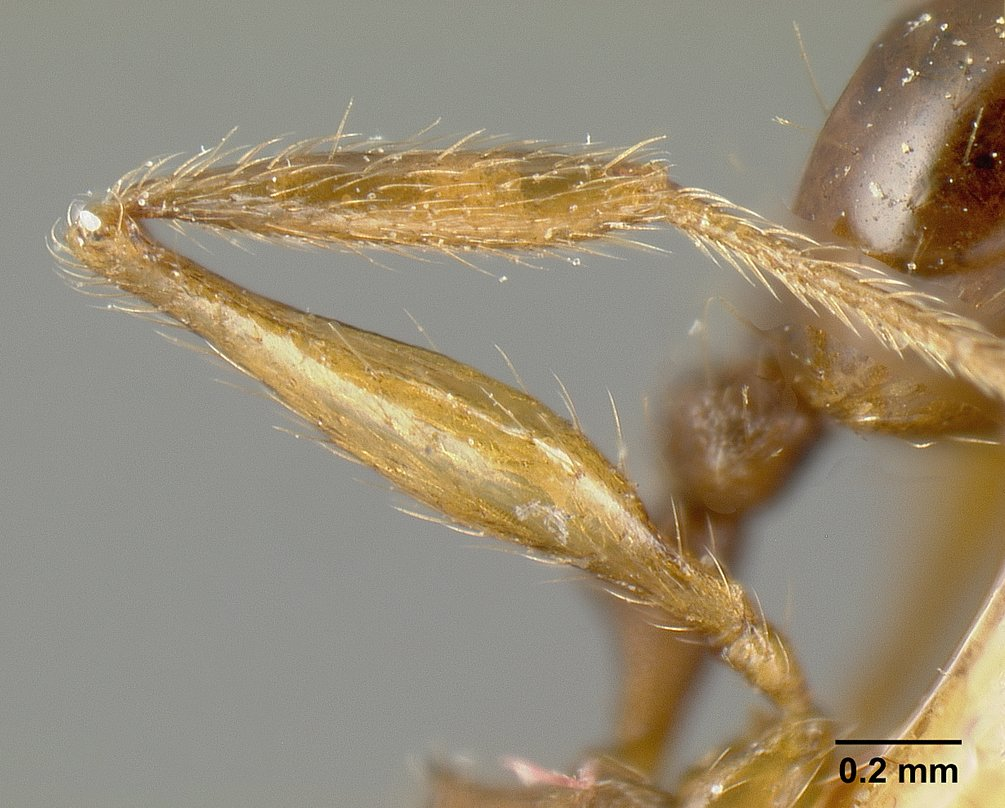